# Lee Sung-jin
Lee Seong-Jin (7 de março de 1985, Coreia do Sul) é uma arqueira sul-coreana, bicampeã olímpica.

## Olimpíadas
Foi bicampeã olímpica com a equipe da Coreia do Sul nos Jogos Olímpicos de Verão de 2004, em Atenas e em Londres, 2012, além de medalha de prata na competição individual em 2004 .